# Ladbroke Grove

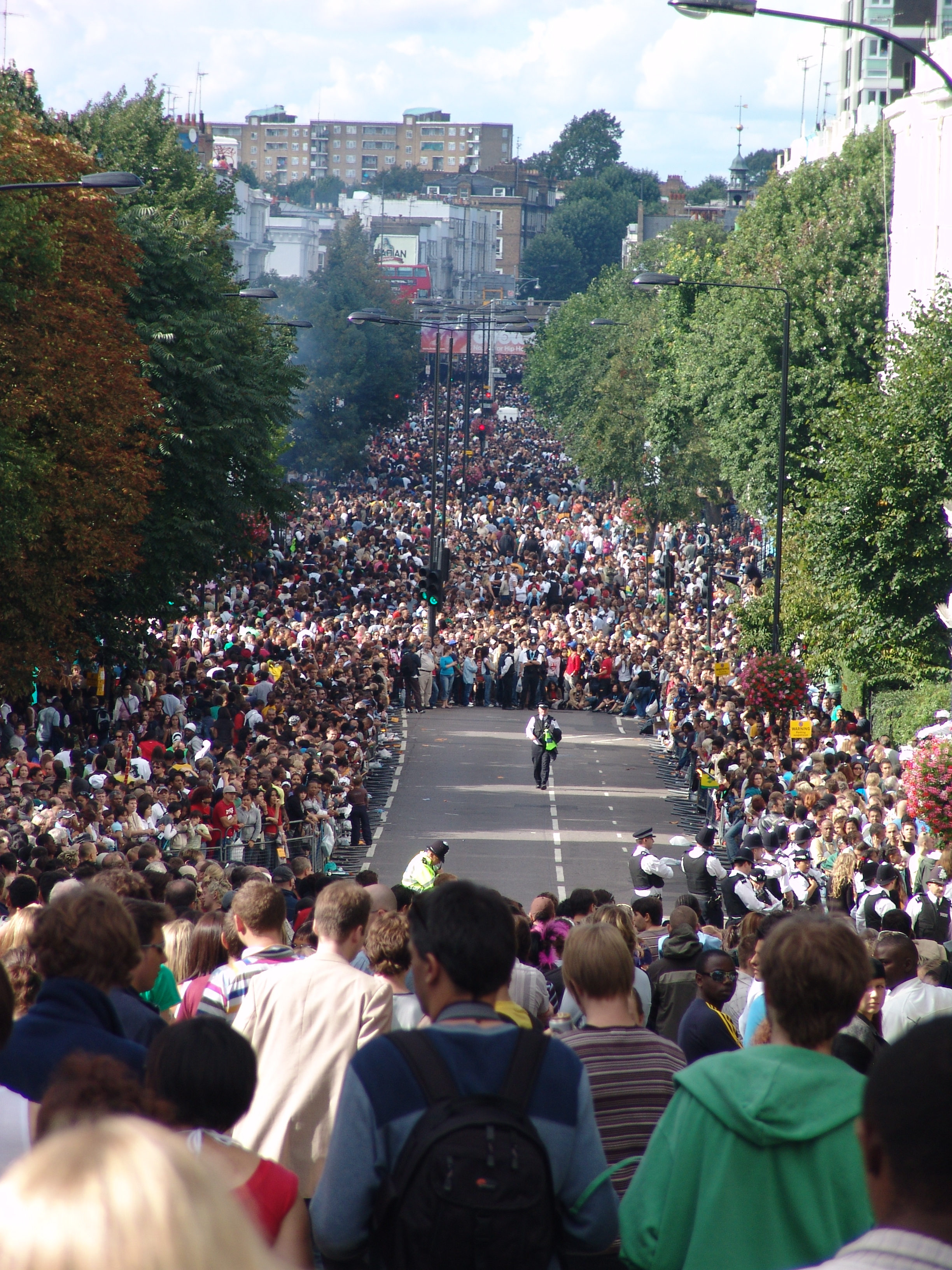
Notting Hill Carnival auf der Ladbroke Grove, 2006

Ladbroke Grove  ist eine Straße in West London im Stadtbezirk Royal Borough of Kensington and Chelsea, die in nord-südlicher Richtung von der Harrow Road zur Holland Park Avenue verläuft. Sie gab auch dem Viertel, in dem sie liegt, ihren Namen. Das Viertel zieht sich von Notting Hill im Süden nach Kensal Green im Norden. Der jährliche Notting Hill Carnival findet hauptsächlich auf der Ladbroke Grove statt.

## Geschichte
Die Straße ist nach James Weller Ladbroke benannt, der die städtebauliche Entwicklung der Ländereien der Familie Ladbroke in Kensington (Ladbroke Estate) in den 1840er Jahren vorantrieb. Die Straße wurde in den 1870er Jahren vollendet.
In den 1960er Jahren war Ladbroke Grove ein Zentrum der Gegenkultur in London. Nach den Rassenunruhen in Notting Hill 1958 war die Gegend von Entwicklungsmaßnahmen ausgeschlossen. In den heruntergekommenen viktorianischen Villen sammelten sich Menschen, die den Autoritäten kritisch gegenüber standen. Bands wie Hawkwind, The Deviants, Pink Fairies oder später The Clash kamen aus diesem Umfeld.

## Trivia
Die Band Pulp nimmt im Lied I Spy (Different Class, 1995) Bezug auf den Kleidungs-Stil im Ladbroke Grove.

Das Lied One Man Band von David Courtney und Leo Sayer spielt in der ersten Strophe in der Ladbroke Grove und beginnt mit den Zeilen, die sich auf den Verkehr auf der Straße beziehen: 

„„Everybody knows down Ladbroke Grove / You have to leap across the street / You can lose your life under a taxi cab / You gotta have eyes in your feet“
(Jedermann weiß, unten auf der Ladbroke Grove muss man über die Straße springen. Man kann sein Leben unter einem Taxi verlieren, man muss Augen in den Füßen haben.)“

Der Sänger AJ Tracey (Ché Wolton Grant) stammt aus Ladbroke Grove. 2019 veröffentlichte er zusammen mit Conducta den Song Ladbroke Grove.